# Justin Antoine Alfred Bovis
Justin Antoine Alfred Bovis (Nice, 12 januari 1871 – aldaar, 13 november 1947) meestal genoemd als Antoine Bovis of Alfred Bovis was een Frans pseudowetenschappelijke onderzoeker uit Nice. Hij is voornamelijk gekend van de boviswaarde en -schaal (0–10.000) voor de zogenaamde trillingsfrequentie van planten, dieren, locaties en constructies.

## Biografie
In 1871 geboren in het Franse Nice was hij een van de acht kinderen van het gezin van Jacques Boviz (1822–1910) en Joséphine Philomène Soterique Passeron (1847–1940). Zelf had hij een dochter uit zijn eerste van twee huwelijken.
Bovis was ijzerhandelaar, onderzoeker en beoefende pendelen. Hij kwam via observaties, sommigen beweren na een bezoek aan de Egyptische piramiden, tot de conclusie dat specifiek georiënteerde piramiden levend materiaal beter konden bewaren. Hij startte een onderzoek met metingen van de 'trillingsfrequentie' van voorwerpen. Dit leidde in de jaren 30 van de 20ste eeuw tot het concept van de bovisschaal. Hieruit ontstonden pseudowetenschappelijke theorieën over piramide- en andere helende krachten.